# サンタモニカの週末
『サンタモニカの週末』（サンタモニカのしゅうまつ、Don't Make Waves）は1967年のアメリカ合衆国のコメディ映画。出演はトニー・カーティスなど。
本作はシャロン・テートにとって3番目に出演した映画だが、映画館で最初に公開された映画であるため、一般的に彼女のデビュー作品と見なされている。
近年、映画評論家のレオナルド・モルティンから本作は「宝石」と評され、「良い方向性、Sharon Tateによる面白いパフォーマンス、そしてキャッチーなタイトル曲...」と好評を得ている。

## キャスト
| 役名        | 俳優                         | 日本語吹替                                                                                  |
| 役名        | 俳優                         | 東京12ch版                                                                                  |
| ----------- | ---------------------------- | ------------------------------------------------------------------------------------------- |
| カーロ      | トニー・カーティス           | 広川太一郎                                                                                  |
| ローラ      | クラウディア・カルディナーレ | 小原乃梨子                                                                                  |
| マリブ      | シャロン・テート             | 若松雅子                                                                                    |
| ロッド      | ロバート・ウェッバー         | 嶋俊介                                                                                      |
| ダイアン    | ジョアンナ・バーンズ         | 北浜晴子                                                                                    |
| ハリー      | デヴィッド・ドレイバー       | 青野武                                                                                      |
| 不明 その他 |                              | 西山連 藤原登紀子 加藤修 飯塚昭三 石井敏郎 立壁和也 上田敏也 城山知馨夫 坂井志満 塚田恵美子 |
|             |                              |                                                                                             |
| 演出        | 演出                         | 山田悦司                                                                                    |
| 翻訳        | 翻訳                         | 菅野光雄                                                                                    |
| 効果        |                              |                                                                                             |
| 調整        |                              |                                                                                             |
| 制作        | 制作                         | 有村放送プロモーション                                                                      |
| 解説        |                              |                                                                                             |
| 初回放送    | 初回放送                     | 1973年9月27日 『木曜洋画劇場』                                                              |

## スタッフ
- 監督：アレクサンダー・マッケンドリック
- 製作：ジョン・キャリー、マーティン・ランソホフ
- 原作：アイラ・ワラック
- 脚本：ジョージ・カーゴ、モーリス・リッチリン
- 撮影：フィリップ・H・ラスロップ
- 音楽：ヴィック・ミジー